# Adolfo de la Huerta

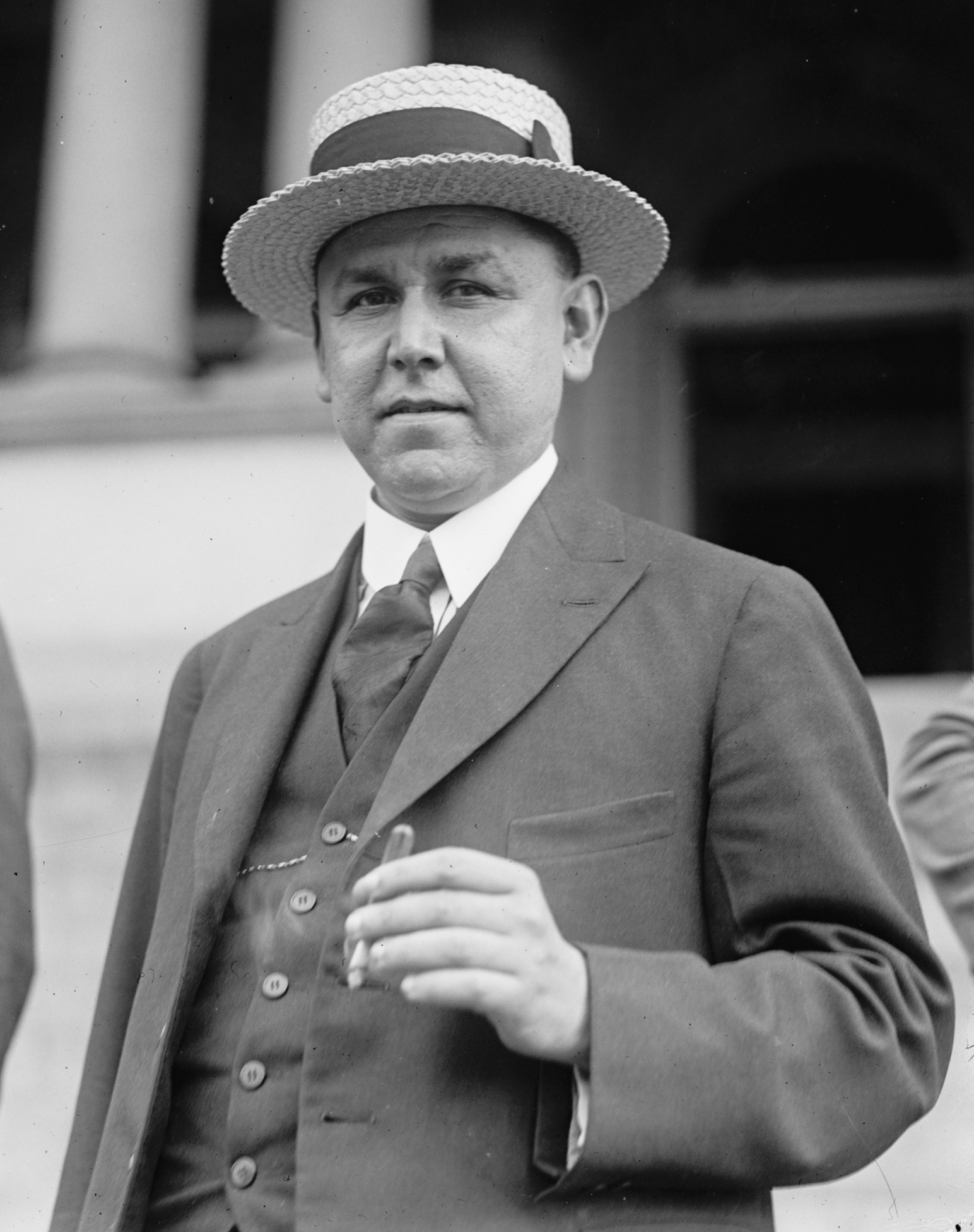
Adolfo de la Huerta
(1922)

Felipe Adolfo de la Huerta Marcor (Guaymas, 26 mei 1881 – Mexico-Stad, 9 juli 1955) was een Mexicaans politicus en militair. In 1920 was hij gedurende enkele maanden interim-president van Mexico.

## Vroege jaren
De la Huerta was afkomstig uit de staat Sonora en studeerde boekhouden en muziek in Mexico-Stad. Na zijn studies keerde hij terug naar Sonora, waar hij boekhouder, bankier en zakenman werd. Hij begon zijn politieke carrière toen hij zich in 1908 aansloot bij de Nationale Antiherverkiezingspartij (PNA) van Francisco I. Madero. Nadat Madero er in 1911 in slaagde president te worden werd De la Huerta gemeenteraadslid in Guaymas. Tijdens de decena trágica, de staatsgreep waarbij Madero uit het zadel werd gestoten, was hij in Mexico-Stad. Hij vluchtte om zijn leven naar het noorden, waar hij zich aansloot bij het Constitutionalistische Leger van Venustiano Carranza in de strijd tegen de dictator Victoriano Huerta. Na de overwinning van de constitutionalisten werd hij consul in New York en later gouverneur van Sonora.

## President
Carranza en De la Huerta vervreemdden zich van elkaar toen Carranza Ignacio Bonillas tot zijn opvolger benoemde. Als reactie hiertegen riepen het congres van Sonora en De la Huerta de onafhankelijkheid uit. Carranza stuurde het leger op Sonora af om De la Huerta tot de orde te roepen, maar in plaats van hem te bevechten tekenden de officieren Álvaro Obregón, Plutarco Elías Calles en Pablo González met De la Huerta het Plan van Agua Prieta, waarin zij opriepen tot omverwerping van Carranza. Deze ontvluchtte daarop Mexico-Stad maar werd tijdens zijn vlucht vermoord. Op 1 juni werd De la Huerta door het Congres van de Unie tot interim-president benoemd.
Het belangrijkste wapenfeit van De la Huerta's regering was de amnestie die hij verleende aan eenieder die nog in opstand was. De meeste rebellen, waaronder Pancho Villa, maakten hier gebruik van. De la Huerta's termijn wordt dan ook wel als het einde van de gewapende fase Mexicaanse Revolutie gezien. Verder liet hij nieuwe verkiezingen uitschrijven, die werden gewonnen door Obregón.

## Latere jaren
Obregón volgde De la Huerta op 1 december op, en benoemde De la Huerta tot minister van haciënda (financiën). De la Huerta tekende als minister onder andere een verdrag met de Verenigde Staten waarin Mexico beloofde USD $1.451.000.000 aan schulden en schadevergoedingen te betalen in ruil voor kwijtschelding van de rest.
In de latere jaren van Obregóns regering kwamen De la Huerta en Obregón steeds meer tegenover elkaar te staan. Zo was De la Huerta het niet eens met de Bucereli-akkoorden die Obregón tekende met de Verenigde Staten. Hij sloot zich aan bij de Nationaal Coöperativistische Partij (PCN) waarvoor hij een presidentskandidatuur overwoog. De coöperativisten bekritiseerden het weinig democratische karakter van de regering. Pancho Villa stond sympathiek tegenover De la Huerta en dreigde zijn militaire activiteiten te hervatten, maar voor het zo ver kon komen werd hij vermoord. Toen eind 1923 duidelijk werd dat Obregón Calles als opvolger wenste stapte De la Huerta uit de regering en werd als minister opgevolgd door Alberto J. Pani.
Op 7 december begon De la Huerta een militaire opstand tegen de regering. Deze De la Huertaopstand werd gesteund door 60% van het leger en werd uitgevochten op twee fronten. De la Huerta zelf was leider van de opstand in het oosten van Mexico, en Enrique Estrada in het westen. De Amerikaanse regering steunde echter Obregón en diens aanvoerlijnen kwamen nooit in gevaar. De opstandelingen waren slecht georganiseerd, zodat ze begin 1924 het onderspit dolven. De meeste leiders werden gefusilleerd maar De la Huerta wist te ontsnappen naar de Verenigde Staten, waar hij carrière maakte als zanger.
Hij kreeg in 1935 amnestie van Lázaro Cárdenas en kon naar Mexico terugkeren. Hij overleed twintig jaar later.